# Jamal Taha
Jamal Taha (arabe : جمال طه), né le 23 novembre 1966 au Liban, est un joueur de football international libanais, qui évoluait au poste de milieu de terrain, avant de devenir ensuite entraîneur.

## Biographie

### Carrière de joueur

#### Carrière en club
Jamal Taha réalise l'intégralité de sa carrière au Liban, où il joue pendant 20 ans, entre 1986 et 2006.

#### Carrière en sélection
Jamal Taha joue en équipe du Liban entre 1993 et 2000.
Il participe avec l'équipe du Liban à la Coupe d'Asie des nations 2000 organisée dans son pays natal. Lors de cette compétition, il joue trois matchs.
Il dispute huit matchs rentrant dans le cadre des éliminatoires du mondial 1994, et quatre matchs rentrant dans le cadre des éliminatoires du mondial 1998. Il inscrit un but lors de ces éliminatoires.

## Palmarès
Al Ansar
| - Championnat du Liban (11) : - Champion : 1987-88, 1989-90, 1991-92, 1992-93, 1993-94, 1994-95, 1995-96, 1996-97, 1997-98, 1998-99 et 2005-06. - Vice-champion : 1999-00 et 2004-05. - Coupe du Liban (9) : - Vainqueur : 1987-88, 1989-90, 1991-92, 1993-94, 1994-95, 1995-96, 1998-99, 2001-02 et 2005-06. - Finaliste : 1996-97 et 2000-01. |  | - Supercoupe du Liban (4) : - Vainqueur : 1996, 1997, 1998 et 1999. - Finaliste : 2002. |